# Paul Joostens
Paul Joostens (Antwerpen, 18 juni 1889 – aldaar, 24 maart 1960) was een eigenzinnig Belgisch kunstschilder, tekenaar en maker van collages. Hij was kortstondig een impressionist, daarna een symbolist, futurist, kubist, surrealist, dadaïst, anarchist, nihilist en uiteindelijk existentialist. Hij nam een aparte plaats in in de Vlaamse kunst, maar was weinig erkend gedurende zijn leven en stierf zo goed als vergeten in armoede.

## Levensloop
Geboren in een Antwerps Franstalig bourgeoismilieu als jongste in een gezin van vier kinderen, kreeg hij een streng religieuze opvoeding, zowel thuis als bij de jezuïeten. Zijn vader was steenkapper en nam deel aan de restauratie van de Antwerpse kathedraal. Hij gaf zijn daar opgedane inzichten in de stijl en vormen van de gotische kunst door aan zijn zoon. Een bezoek aan de tentoonstellingen over de Vlaamse Primitieven in Brugge in 1902 en 1907 opende voor hem een nieuwe wereld, waarvan de invloed van in het bijzonder Hans Memling, en in mindere mate andere Vlaamse primitieven, zich later zou laten voelen in zijn werken.
Op aanraden van zijn vader begon hij een stage bij de gotisch geïnspireerde architect Max Winders. Daarna studeerde hij beeldende kunst aan de Koninklijke Academie voor Schone Kunsten in Antwerpen, met klasgenoten waarvan een aantal later grote faam zouden verwerven: Jozef Peeters, Floris Jespers en Oscar Jespers. Na zijn studies aan de academie sloot hij zich aan bij de Antwerpse avant-garde. Hij was een korte tijd impressionist, maar stapte daar snel van af.
Vanaf 1916 kende hij, zoals Jozef Peeters, een snelle evolutie van symbolisme naar futurisme en kubisme, soms in combinatie of met toevoeging van elementen uit de oude kunst. Hierbij had hij zich in feite geïsoleerd van het expressionisme, de toentertijd dominante kunststroming in België (Frits Van den Berghe, Gustave De Smet en Constant Permeke).
Joostens maakte zijn eerste driedimensionale werken vanaf 1917. Rond die tijd begon hij ook collages te vervaardigen, een nieuwe kunstvorm voor het eerst beoefend door de Franse kubist Georges Braque rond 1912. Hij was hierin zeer productief in de jaren 1920. Vanaf 1922 toonde hij dadaïstische abstracte collages en constructies van wegwerpmaterialen, onder invloed van de dichter Paul van Ostaijen en Oscar en Floris Jespers. Samen stichtten ze de "Bond Zonder Gezegeld Papier".
Na de Eerste Wereldoorlog woonde hij korte tijd eerst in Rotterdam en dan in Parijs. Hij publiceerde in 1922 zijn eerste dichtbundel met dadatekst, "Salopes ou le quart d'heure de rage au soleil sans chapeau".
In 1924 huwde hij in Parijs met Mado Millot. Dit huwelijk zou slechts zes jaar duren.
In 1925 tekende hij ongeveer honderd pornografische, sadistisch-humoristische tekeningen in de reeks Les Mollusques onder het pseudoniem A. Malibot (= mal + beau). Hij gebruikte ook nog het pseudoniem Duco voor andere erotische tekeningen.
Rond 1925 keerde hij de avant-garde de rug toe. Van dan af begonnen de jaren van armoede, zelfs bittere armoede. In 1930 begon hij een relatie met de Franse dichteres Rose-Marie Malet. Na haar dood, einde van de jaren dertig, isoleerde hij zich meer en meer. Hij herkende zich niet meer in zijn omgeving, kon met hen geen compromissen sluiten en brak met zijn vrienden. Misnoegd trok hij zich terug in zijn atelier, en verhuisde uit armoede van het ene atelier naar het andere. Hij schiep een eigen stijl, een eigen mythische wereld: de "Joostens gotiek". Geïnspireerd door Hans Memling en de mystiek van de Vlaamse Primitieven schilderde hij talloze madonna's en religieuze taferelen, waarbij hij de godsdienst en de clerus op expliciete, soms pornografische, wijze hekelde. Maar daarnaast schilderde en tekende hij, in allerlei verleidelijke poses, ook sensuele kindvrouwtjes met slanke lijfjes uit de Antwerpse volksbuurten die hij "Poezeloezen" noemde, een uiting van zijn haat-liefdeverhouding met de vrouw die hem zijn hele leven obsedeerde.
Hij had gedurende zijn leven ook grote interesse voor film en filmsterren. Hij verliet in feite zijn woning nog slechts voor een bezoek aan de cinema. Hij was "gek van liefde" (in zijn eigen woorden) op de filmsterren Greta Garbo, Marlène Dietrich en Brigitte Helm. Hun gracieuze, sensuele bewegingen en erotische aantrekkelijkheid komen ook  tot uiting in zijn oeuvre en zijn manier van denken.
Hij maakte reeksen opmerkelijke fotocollages, maakte voortdurend tekeningen, collages en assemblages (die in feite zijn atelier niet verlieten). Hij schreef talrijke gedichten, dagboeken en andere teksten die meestal ongepubliceerd bleven. Hij maakte in 1937 zijn meest uitgebreide collagebundel Le Royaume des choses inutiles. Hij voerde ook een uitgebreide briefwisseling met Michel Seuphor en Jos Léonard.
In de jaren 1950 hernam hij zijn dadaïstische assemblages, grote werken die van hem een pionier en voorloper maakten van popart en de Amerikaanse kunstenaar Robert Rauschenberg. Zijn temperamentvol karakter voerde hem in een zelfgekozen isolement dat hij uitdrukte in duistere houtskooltekeningen. Door de koude en de vochtigheid in zijn atelier ging zijn zwakke gezondheid nog verder achteruit. Hij moest regelmatig, soms gedurende verschillende maanden, opgenomen worden in een ziekenhuis. Deze problemen weerspiegelden zich in zijn werk: hij verloor zijn vaste tekenhand en de strakke stijl.
In 1960 stierf hij vereenzaamd en zo goed als vergeten in het Antwerpse Stuivenbergziekenhuis. Hij liet een uitgebreid oeuvre na en een groot aantal Franstalige geschriften, waaraan hij evenveel waarde hechtte als aan zijn picturaal oeuvre.
Gedurende zijn leven heeft Joostens vele malen geëxposeerd (62x): in Antwerpen (43x), Brussel (6x) en op aantal andere plaatsen, maar dan meestal met één werk (Gent, Luik, Leuven, Mechelen, Sint-Niklaas en Vlissingen); in het buitenland: in Amsterdam, Lodz (Polen), Parijs, Rome, Straatsburg en Vlissingen. Na zijn dood kreeg hij in 1976 een verdiende retrospectieve in het Internationaal Cultureel Centrum (ICC) in Antwerpen. In 1982 organiseerde de provincie West-Vlaanderen een tentoonstelling Paul Joostens en Brugge.
Op 1 maart 2014 kreeg Paul Joostens  een grote overzichtstentoonstelling (in twee delen) in het Mu.ZEE in Oostende. Hierin werden er een aantal teksten, tekeningen, schilderijen, collages en assemblages voor de eerste maal in bijna 25 jaar aan het publiek getoond. Vrijwel alle werken kwamen uit privécollecties uit het binnenland en buitenland.

## Tentoonstellingen
Een zeer gedetailleerde lijst van de tentoonstellingen waar werk van Paul Joostens werd getoond is te vinden op pp 73-76 in het volgende boek:
- Paul JOOSTENS, De cruciale jaren. Brieven aan Jos Léonard (1919-1925) onder reactie van Jean F. De Buyck, 1995
- 'De Pelgrim. Kunst en zingeving in een onttoverde wereld (1924-1931)' tentoonstellingscatalogus, KMSKA 2023